# Gelbes Schloss (Weimar)

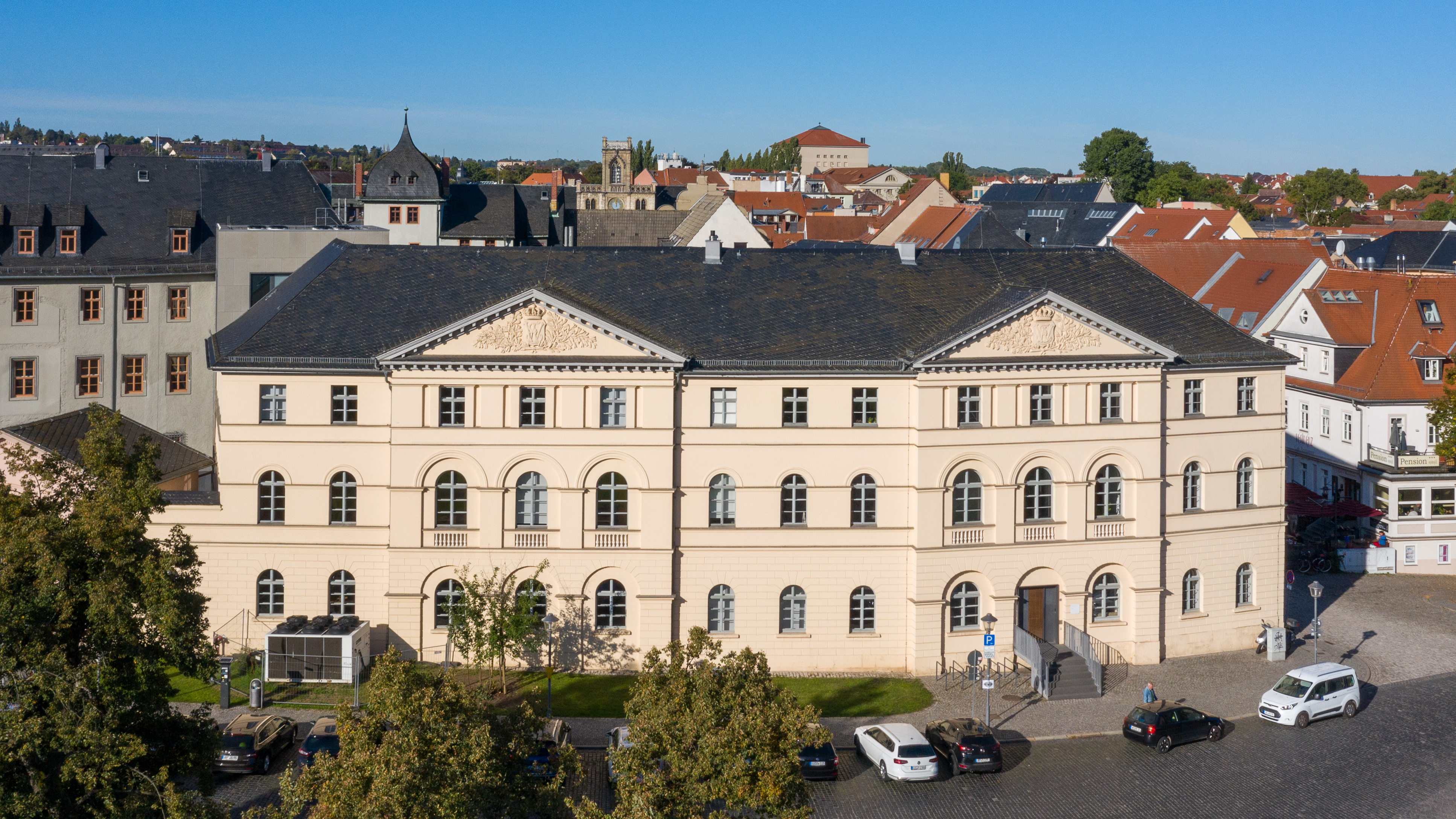
Ostansicht vom Platz der Demokratie des barocken Gelben Schlosses in Weimar (Foto von 2019)

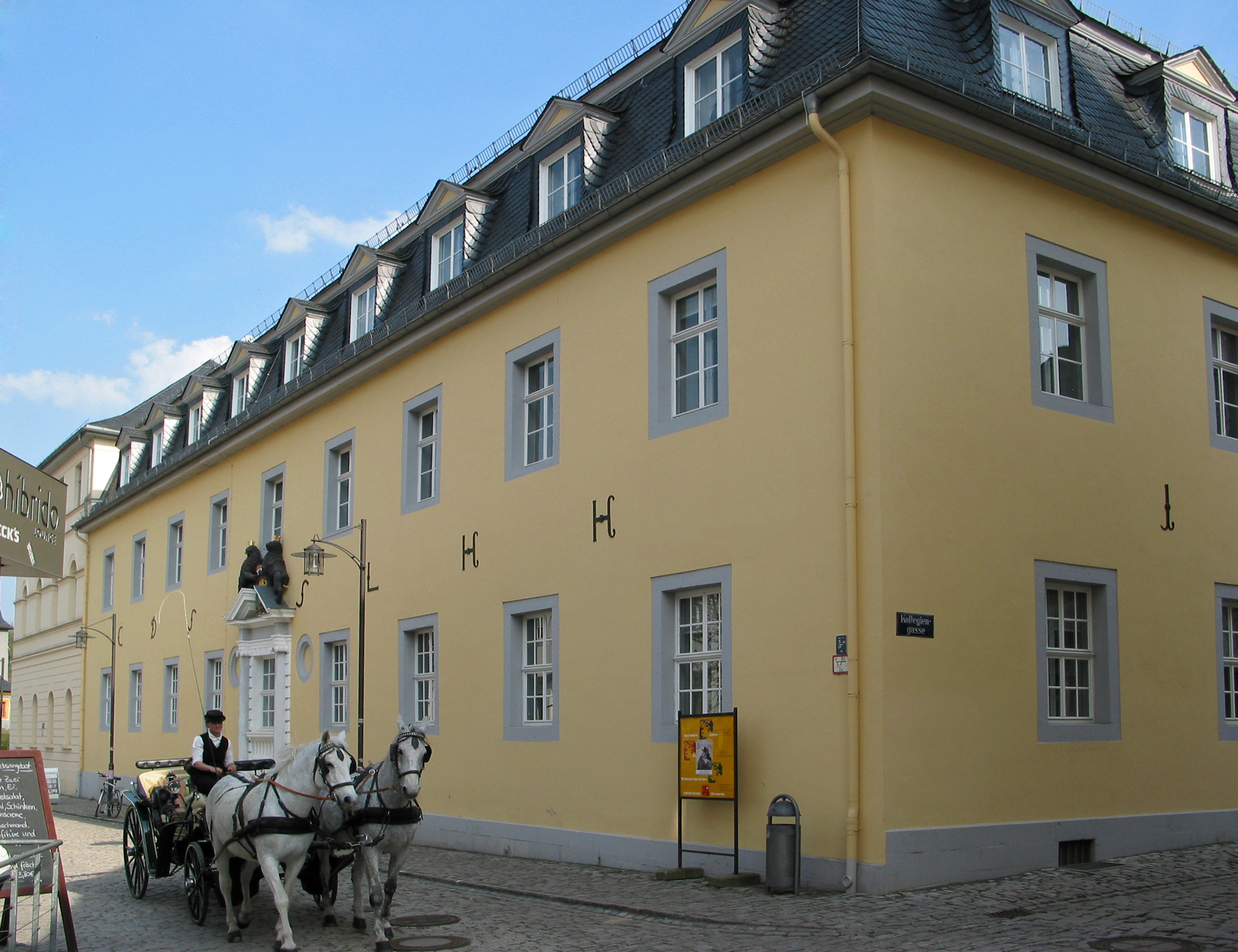
Nordwestansicht des barocken Gelben Schlosses am Grünen Markt in Weimar (Foto von 2009)

Das Gelbe Schloss in Weimar ist ein denkmalgeschütztes Barockgebäude aus dem Jahre 1704, welches als Witwensitz für die Herzogin Charlotte Dorothea Sophie errichtet wurde. Es gehört zu dem historischen Schlösserkomplex der Weimarer Innenstadt und ist baulicher Ausdruck der einstigen Hof- und Residenzstadt. Johann Sebastian Bach gab hier Musikunterricht für die beiden Prinzen des Herzogs Johann Ernst III. Der erfolgreiche Schriftsteller August von Kotzebue verbrachte in dem Haus seine Jugend. Jahre später wurde das Schloss zum Sitz des Thüringischen Finanzministeriums ernannt. Seit 1998 ist das Gebäude Teil der Klassik Stiftung Weimar und gehört seit 2005 zum neuen Studienzentrum der Herzogin-Anna-Amalia-Bibliothek.

## Städtebaulicher Zusammenhang

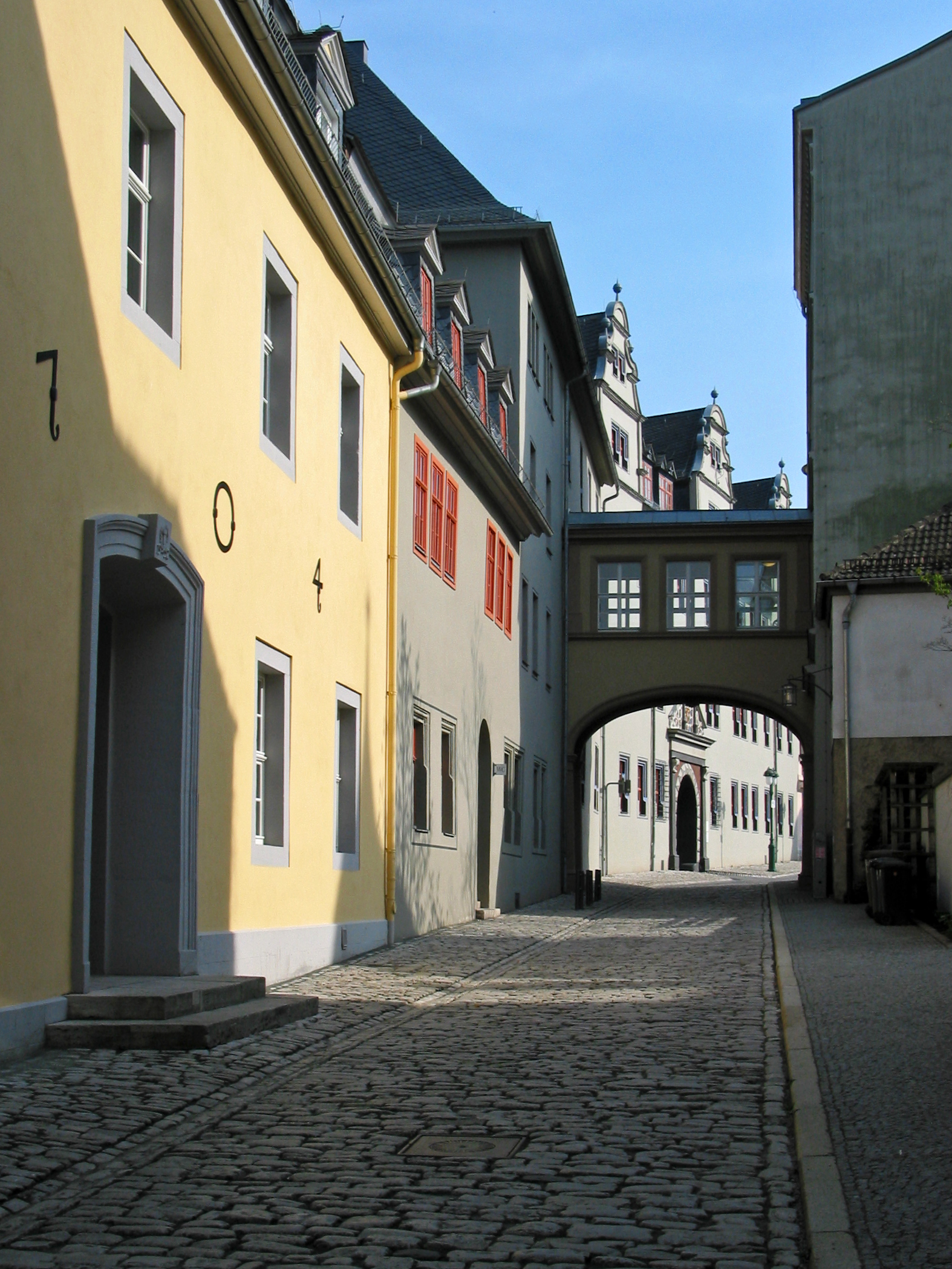
Blick in die Kollegiengasse, links Eingang zum Gelben Schloss (war bis 1945 ein imposantes Säulenportal), dahinter Rotes Schloss

Das Gelbe Schloss ist Teil des historischen Schlösserkomplexes rund um den Weimarer „Platz der Demokratie“ (ehemals „Fürstenplatz“), an dem auch das „Grüne Schloss“ mit der Herzogin-Anna-Amalia-Bibliothek seinen Standort hat. Dabei bildet das Gelbe Schloss den nördlichen Abschluss des städtebaulichen Ensembles.
Die Hauptfront des Gelben Schlosses ist in Richtung „Grüner Markt“ (früher „Burgplatz“) nach Norden ausgerichtet, welcher sich 1837/38 aus dem freiwerdenden Raum der abgerissenen „Alten Hauptwache“ und einiger Hausgärten herausgebildet hatte. In unmittelbarer Nachbarschaft im Osten schließt das 1834–1838 von Oberbaudirektor Clemens Wenzeslaus Coudray (1775–1845) errichtete, spätklassizistische Gebäude der „Neuen Wache“ an den Schlossbau an. Im Süden grenzt das Gelbe Schloss an den ehemals freistehenden „Gleichenschen Hof“ (16. Jahrhundert) beziehungsweise an die Stadtwohnung der Grafen von Gleichen (später Sitz der Polizei und Sparkasse). Und auf der Westseite führt direkt die schmale Kollegiengasse am Gelben Schloss vorbei.
Zusammen mit dem südlich angrenzenden Roten Schloss (1574–1576) und den beiden klassizistischen „Torhäusern“ (1820) von Coudray bildet der historische Baukomplex mit der Bezeichnung „Markt 15“ einen Innenhof umschließenden Gebäudering.

## Geschichte

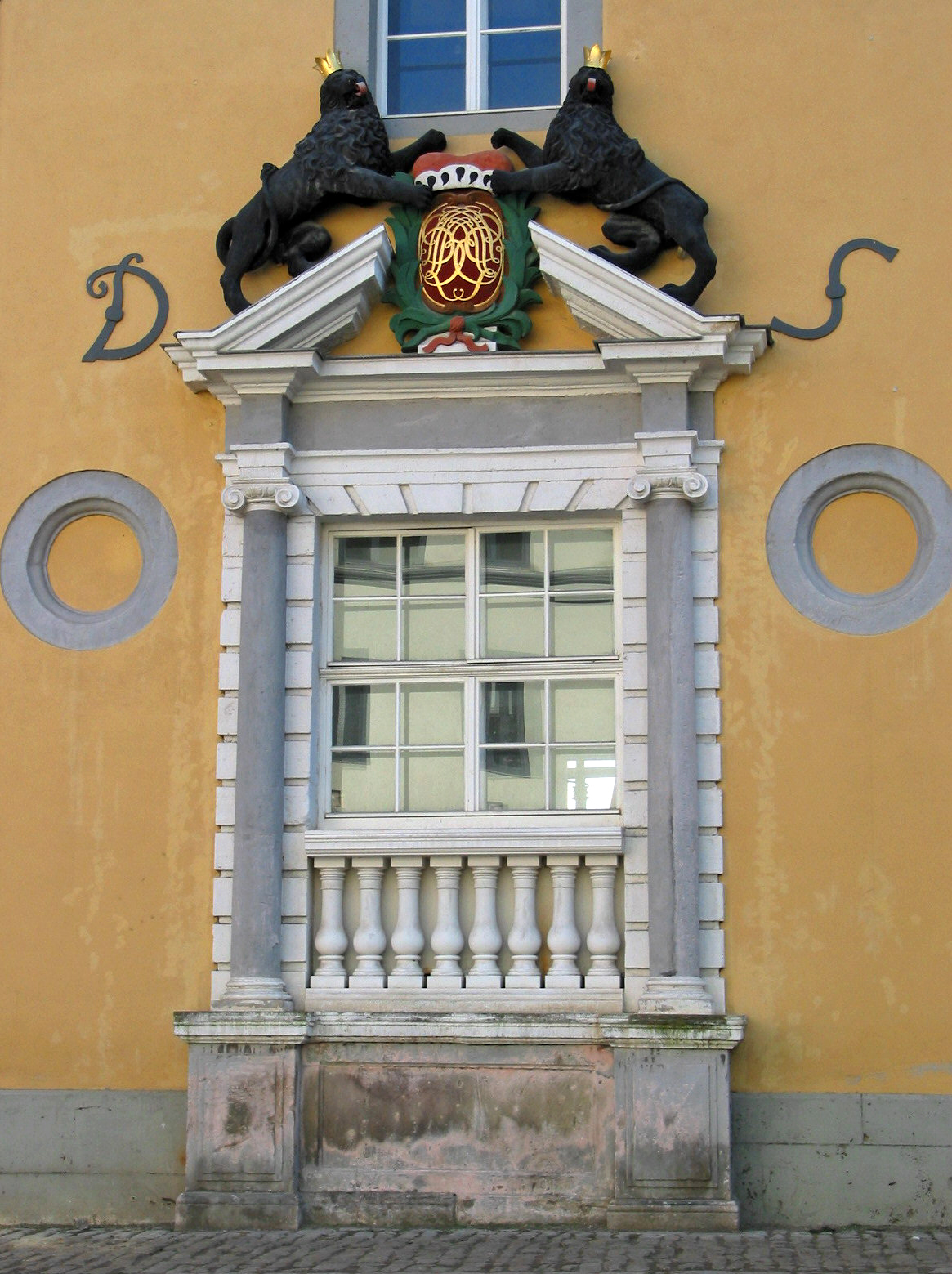
Detailansicht des ehemaligen Löwenportals, das man nach dem Zweiten Weltkrieg zu einem Fenster mit Balustrade umbauen ließ

Das Gelbe Schloss, benannt nach der ursprünglichen Fassadenfarbe, entstand in den Jahren 1702 bis 1704 am Weimarer Burgplatz infolge des Umbaus eines Freihauses aus dem 16. Jahrhundert durch den Barock-Architekten und Hofbaumeister Johann Mützel (1647–1717) mit dem Zweck, einen neuen Witwensitz für die Herzogin Charlotte Dorothea Sophie (1672–1738) zu schaffen, geborene Landgräfin von Hessen-Homburg und Gemahlin des Herzogs Johann Ernst III. von Sachsen-Weimar (1664–1707). Die eisernen Majuskeln „C.D.S.D.S.L.H.H.“, welche sich über die gesamte Nordfassade verteilen, sind die Initialen für Charlotta Dorothea Sophia Dux Saxoniae Landgrafia Hasso Homburgiae. An der Westfassade bezeugen die großen schwarzen Ziffern „1.7.0.4.“ die Entstehungszeit des Hauses. Die Hauptfront des gelb verputzten, zweigeschossigen Schlossgebäudes mit Mansarddach wurde neben den Initialen insbesondere durch ein imposantes „Löwenportal“ betont, benannt nach den beiden Löwen über dem Wappen der Herzogin. Die Haupterschließung erfolgte jedoch von Westen über die Kollegiengasse durch ein mächtiges Säulenportal (siehe Foto von 1938 unter Weblinks).
Johann Sebastian Bach (1685–1750) war während seiner Weimarer Zeit zwischen 1708 und 1717 häufiger Gast im Gelben Schloss gewesen. Gemeinsam mit seinem Freund und entfernten Vetter Johann Gottfried Walther (1684–1748), der seit 1707 Organist der Stadtkirche St. Peter und Paul in Weimar war, gab er im Gelben Schloss Musikunterricht für den musikalisch äußerst begabten Prinzen Johann Ernst IV. von Sachsen-Weimar (1696–1715) und dessen Halbbruder Ernst August I. von Sachsen-Weimar-Eisenach (1688–1748).
Nach dem Tode der Herzogin Charlotte von Hessen-Homburg im Jahre 1738 wurde das Gelbe Schloss als Administrationsgebäude und später als Wohnsitz diverser Hofbeamten genutzt. Unter anderem bewohnte der braunschweigische Diplomat Levin Karl Christian Kotzebue das Haus. Er befand sich zu jener Zeit als Legationsrat und geheimer Referendar in den Diensten der Herzogin Anna Amalia. Seine Ehefrau Christine Kotzebue (geb. Krüger) und seine Tochter und spätere Schriftstellerin Karoline Ludecus (1757–1827) zogen schon bald ebenfalls nach Weimar in das Gelbe Schloss. 1761 kam hier der berühmte Sohn August von Kotzebue (1761–1819) zur Welt und verlebte in dem Haus einen Teil seiner Jugend. Er war einer der meistgespielten Dramatiker seiner Zeit und schrieb mehr als 200 Stücke, bevor er 1819 von einem Burschenschafter namens Karl Ludwig Sand in Mannheim erstochen wurde.
Im Jahr 1774 hatte man die herzogliche Kammer in das Gelbe Schloss verlegen lassen, welche dort bis zu ihrer Auflösung 1848 verblieb. 1838 erfolgte am östlichen Schlossteil der Anbau für die „Neue Wache“ und die Weimarer „Pagerie“. 1852 wurde das Gelbe Schloss Sitz des „Staatsministeriums Dep. III“ (drittes Departement für Finanzen), womit bedeutende Bauveränderungen einhergingen, die das gesamte Schloss noch genauer mit dem benachbarten „Gleichenschen Hof“ verbanden. In den Jahren 1910/1911 ließ man durch den Architekten Carl Friedrich Dittmar zwischen der „Neuen Wache“ und dem „Roten Schloss“ weitere Ergänzungsbauten als trennenden Querriegel in den Innenhof des Gebäuderings bauen, wodurch sich ein kleiner nördlicher Innenhof am Gelben Schloss und ein schmaler südlicher Hof zwischen Torhäusern und Rotem Schloss bildete.
1911 plante man, im Hof des Gelben Schlosses einen Brunnen aufstellen zu lassen. Daraufhin schuf der Bildhauer und Professor Gottlieb Elster (1867–1917) für die Brunnenfigur die originelle Bronzeplastik „Steuereinnehmer“ (1912), einen Akten und Geld schleppenden Amtsdiener, wie er als geplagter Beamter über den Hof und die langen Gänge des benachbarten fürstlichen Finanzministeriums schlurft. Der im Hof errichtete Brunnen aus Sandstein wird daher als „Aktenmännchenbrunnen“ bezeichnet.
Nach der Gründung des Landes Thüringen am 1. Mai 1920 wurde das Gelbe Schloss zum Sitz des Thüringischen Finanzministeriums, welches vom 3. Dezember 1920 bis zum 12. Juni 1945 als zentrale Landesbehörde existierte.
Bei den Luftangriffen auf Weimar im Zweiten Weltkrieg war das Gebäudeinnere des Gelben Schlosses am 9. Februar 1945 durch einen schweren Bombentreffer fast restlos zerstört worden und wurde im Rahmen des Wiederaufbaus nach 1945 stark verändert. Das ehemalige Löwenportal der Nordfassade blieb noch erhalten, wurde jedoch zu einem Fenster mit Balustrade umgestaltet. Das große Säulenportal zur Kollegiengasse konnte dagegen nicht mehr gerettet werden.
Zwischen 1992 und 1997 erfolgte in mehreren Abschnitten eine denkmalgerechte Instandsetzung der Fassaden des Gebäudekomplexes „Markt 15“. Bis 1994 diente das Gelbe Schloss als Sitz der Stadtverwaltung Weimar. Nach der Thüringer Kreisreform am 1. Juli 1994 ist diese in das Gebäude Schwanseestrasse 17 umgezogen. Der von 1985 bis 1989 umfangreich sanierte „Aktenmännchenbrunnen“ wurde 1998 aufgrund der geplanten Baumaßnahmen im Innenhof des Gelben Schlosses abgebaut und sollte vor dem neuen Hauptsitz der Stadtverwaltung seinen neuen Standort finden. Die Installation erfolgte aber bislang nicht, sondern es gelangte, zumindest was die Figur des Aktenmännchens betrifft, in das Magazin im Stadtmuseum Weimar.

## Heutige Nutzung

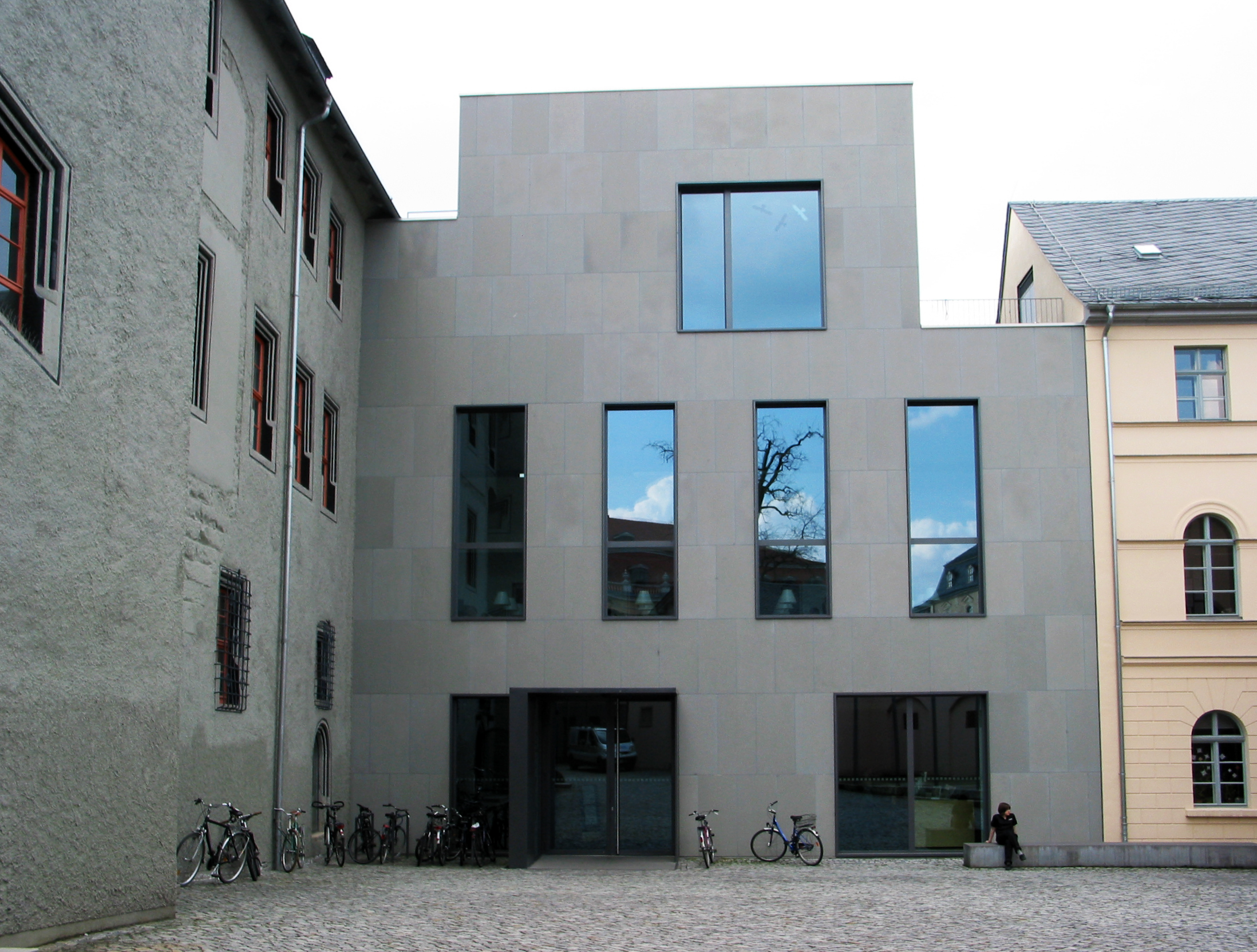
Eingangsneubau des Studienzentrums der HAAB zwischen den Höfen von Rotem und Gelben Schloss

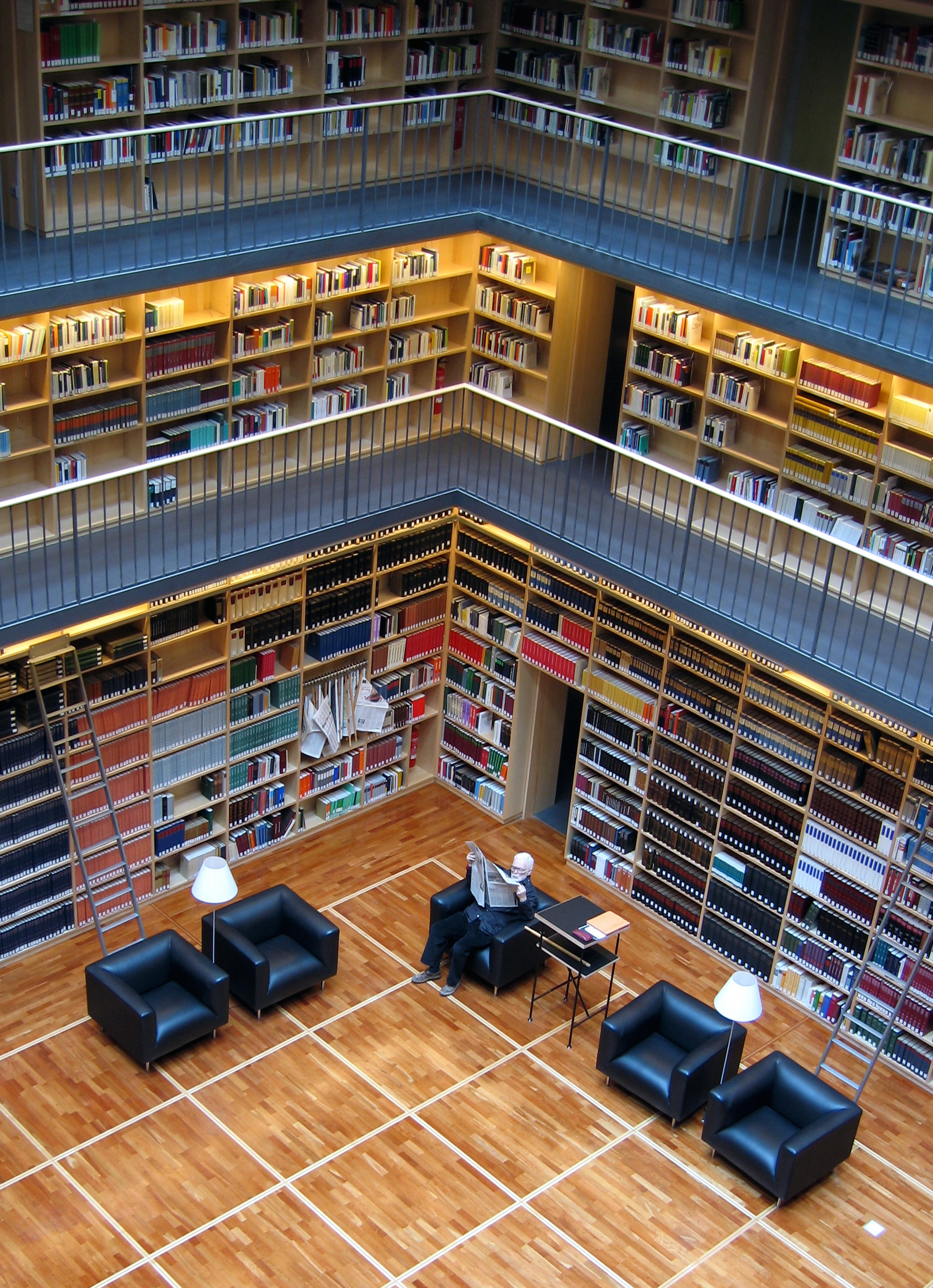
Innenansicht vom Bücherkubus im Hof des Gelben Schlosses

1998 erwarb die Stiftung Weimarer Klassik das Gelbe und Rote Schloss und richtete sie von 2002 bis 2005 in ihrer bisher größten Baumaßnahme für insgesamt 23 Millionen Euro (je zur Hälfte vom Bund und dem Freistaat Thüringen getragen) durch Sanierung und Ausbau wieder her, um sie als Erweiterungsbauten und neues Studienzentrum für die im Grünen Schloss gegenüberliegende Herzogin-Anna-Amalia-Bibliothek (HAAB) zu nutzen. Anlass dafür war die längst überfällige Zusammenführung der auf etwa eine Million Bände angewachsenen und in gut 20 Depots in der ganzen Stadt verteilten Bibliotheksbestände. Zu diesem Zweck wurden unter dem „Platz der Demokratie“ zusätzlich ein Tiefenmagazin und ein Parkmagazin errichtet, welche über einen unterirdischen Gang mit den Schlössern verbunden sind.
Das 1910 im Innenhof des Gebäudekomplexes errichtete Gebäude wurde abgerissen und durch einen allgemeinen Eingangsneubau für das neue Studienzentrum ersetzt, in dem auch ein unterirdischer Lesesaal mit Tageslicht untergebracht ist. In den alten Innenhof des Gelben Schlosses hat man einen mehrstöckigen, 18 Meter hohen Bücherkubus mit 16 verglasten Oberlichtern gesetzt, der sich von außen mit rauem Sichtbeton und von innen in eleganter Holzschale präsentiert. Er fungiert als großes Bücherkabinett mit zweigeschossigen Galerien und wandläufigen Regalen. Neben dem freien Zugang zu rund 100.000 Bänden bietet der Bücherkubus eine Fotothek mit 150.000 Bildmotiven, verschiedene Veranstaltungsräume und ein Lesecafé. Über einen unterirdischen Gang ist das Studienmagazin mit dem Haupthaus (Grünes Schloss) verbunden. Das Gelbe Schloss selbst wurde entkernt und statisch umgebaut, um die Bücher und die aus ihnen resultierenden Deckenlasten aufnehmen zu können. Das Rote Schloss dagegen wurde substanzschonend saniert und wird in seiner heutigen Struktur für die Verwaltung und Katalogisierung der Bestände genutzt.